# BKK FTE
Die BKK FTE war eine Betriebskrankenkasse. Sie war als Krankenkasse deutschlandweit für jeden geöffnet. Mitte 2008 hatte sie sich von der damaligen  Deutschen Betriebskrankenkasse entflochten und vereinigte sich am 1. April 2010 mit der Audi BKK.

## Geschichte
Die BKK FTE war hervorgegangen aus der Vereinigung der Betriebskrankenkasse des Automobilzulieferers FTE automotive GmbH in Ebern (errichtet 1. Januar 2004) und der BKK Riedel-de Haën (errichtet am 25. Oktober 1884). Sie richtete sich vor allem an alle aktiven und ehemaligen Beschäftigten der Volkswagen AG. Die Hauptzielgruppen waren die Beschäftigten von Volkswagen, deren Familienangehörige sowie die ehemaligen Mitarbeiter. Seit der Entflechtung hatte sie sich stark auf die Bedürfnisse der Volkswagen Beschäftigten eingestellt. Die BKK FTE hatte bereits zu Beginn der Zusammenarbeit mit Volkswagen 50.000 Mitglieder.
Am 1. Juni 2003 fusionierte die ehemalige BKK Bombardier (Sparte: Eisenbahn Waggonbau, der ehemaligen Fa. Waggon Union Siegen) mit der BKK FTE, der Name blieb BKK FTE. Der Standort war Netphen.

## Struktur
Deutschlandweit hatte die BKK FTE insgesamt sechzehn Filialen. Darüber hinaus war die Betriebskrankenkasse an allen Volkswagen-Standorten in Deutschland mit eigenen Filialen und zusätzlichen Servicebüros in allen Werken vertreten. In Helmstedt und Gifhorn standen weitere Zweigstellen zur Verfügung. Dazu kamen die bisherigen Standorte der BKK FTE in Neunkirchen, Ebern, Coburg und Netphen.

## Vorstand und Verwaltungsrat
Geleitet wurde die Krankenkasse zuletzt von Tomas Borm (Vorstand). Alternierende Verwaltungsratsvorsitzende waren zuletzt Jürgen Hennemann (Arbeitnehmervertreter) und Herbert Scharf (Arbeitgebervertreter).

## Mitglieder
Die BKK FTE hatte mehr als 90.000 Versicherte, davon rund 63.000 zahlende Mitglieder (Stand: 15. April 2009).